# 伊茲瓦雷萊鄉 (特列奧爾曼縣)
44°16′N 24°31′E / 44.267°N 24.517°E
伊茲瓦雷萊鄉（羅馬尼亞語：Comuna Izvoarele, Teleorman），是羅馬尼亞的鄉份，位於該國南部，由特列奧爾曼縣負責管轄，面積41平方公里，2007年人口2,882，人口密度每平方公里70人，超過九成居民信奉東正教。